# Vandalismo

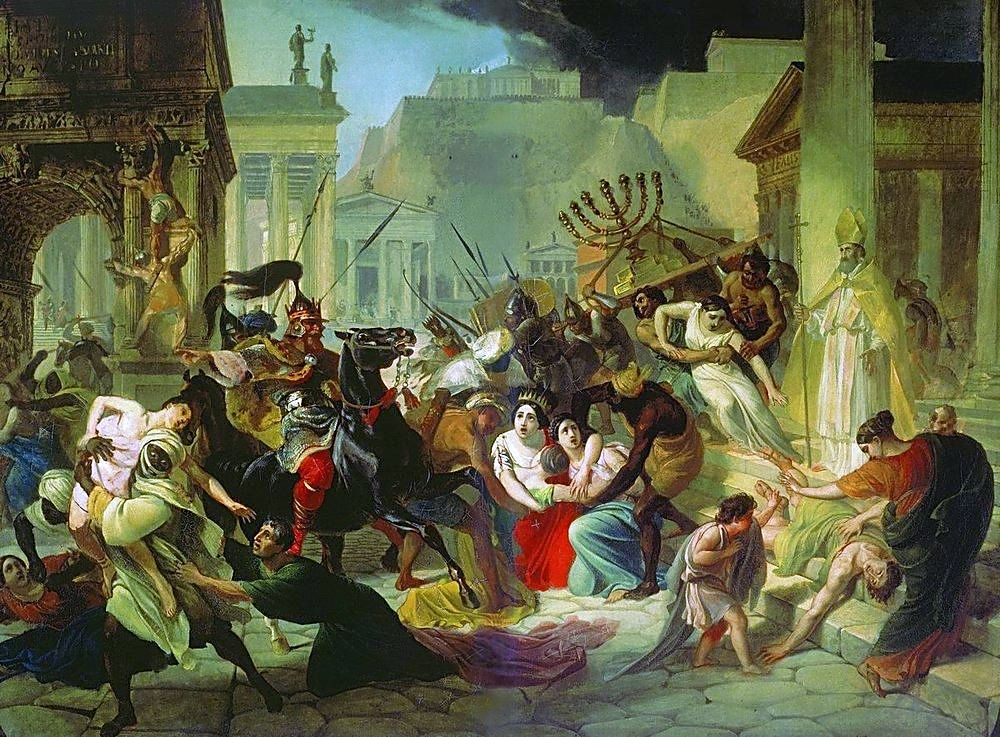
Saqueo de Roma por los bárbaros. Óleo por Karl Briulov,. Galería Tretiakov, Moscú.

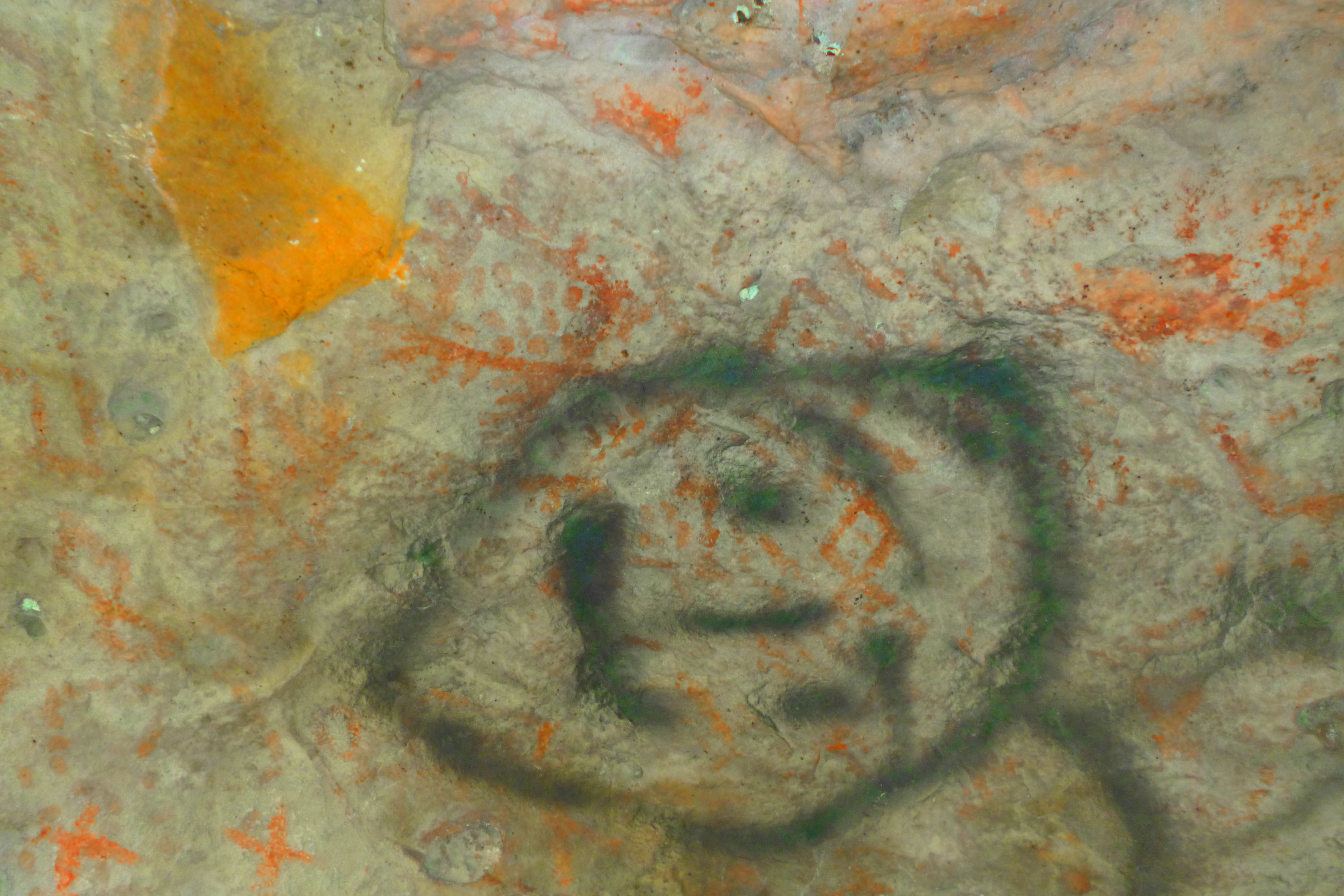
Arte rupestre del pueblo muisca, posiblemente entre los siglos IV al XVI en Colombia, cubierto por aerosol.

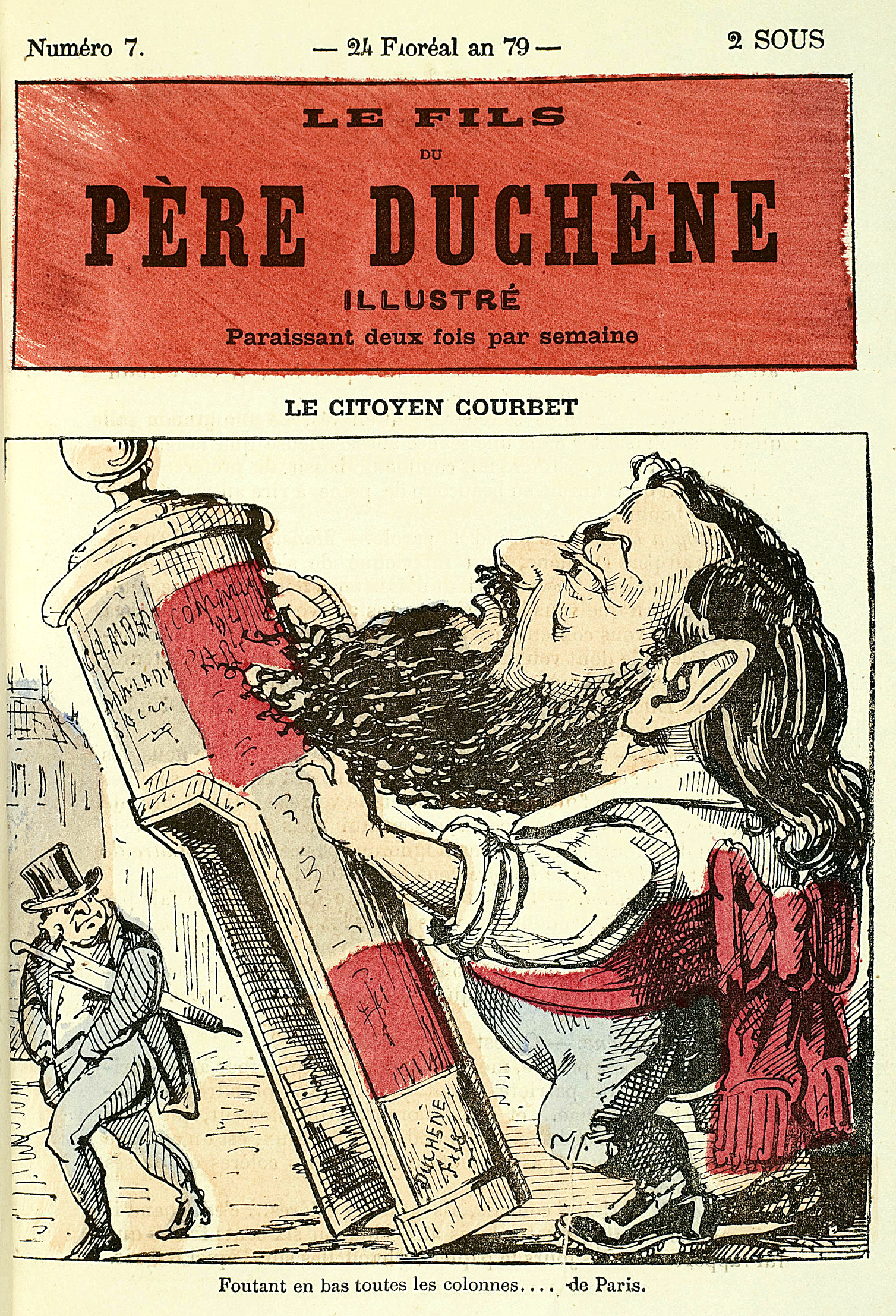
Caricatura satírica de Courbet derrumbando una «columna Rambuteau» o «columna Morris» (urinario). Portada de Le fils du Père Duchêne Illustré.

El vandalismo se refiere a la destrucción voluntaria, total o parcial, de la propiedad pública o privada. Incluye conceptos como el daño al patrimonio, el grafiti o actos provocación o de activismo, como el momo culture jamming o distintos tipos de acciones en internet, como el billboard hacking o el defacement (desfiguración) de sitios web. El vandalismo también puede considerarse una forma de protesta social, aunque sea un delito y no se justifique. Como señalan los proponentes de la teoría de las ventanas rotas, James Q. Wilson y George L. Kelling, «Tan pronto como las barreras de la comunidad se relajen mediante acciones que señalen que a nadie le importa, puede presentarse vandalismo».
El término «vandalismo» fue inventado por el abate Gregoire en 1794 para aplicarlo a los revolucionarios que destruían los monumentos del ancien regime como habían hecho los vándalos en el siglo V.«Con posterioridad, la palabra mutó y acabó aludiendo simplemente a la destrucción por la destrucción, a la barbarie, al salvajismo y a la sinrazón más pura, amén del gamberrismo más dañino contra todo tipo de bienes», ha señalado David Álvarez Jiménez. Este historiador español propone recuperar el sentido originario que le dio el presbítero francés y llamar al vandalismo «damnatismo».

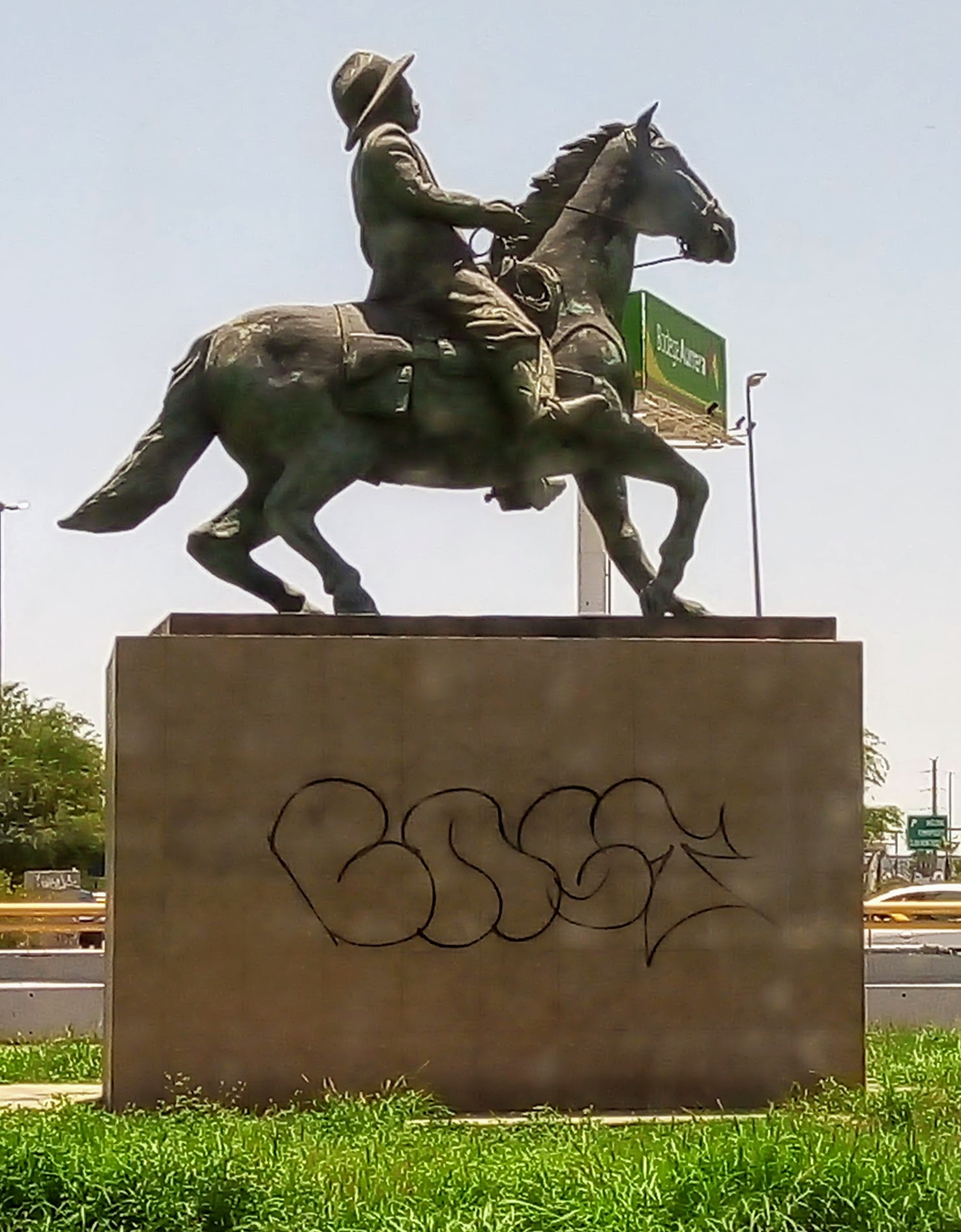
Vandalismo leve en forma de grafiti en una estatua.

Aunque solapa en algunos de sus conceptos con los de la iconoclasia, a diferencia de esta, también un acto destructivo público, el vandalismo tiende más a ser aleatorio o sin sentido y parece que, al menos en algunos casos, los vándalos disfruten de alguna manera del acto vandálico, ya sea porque es una muestra de su capacidad de dañar y destruir o incluso por constatar la reacción que sus actos producen en los demás.
Según la teoría de la inversión del psicólogo británico M. J. Apter (1981), «... se deduce que uno de los motivos más probables... en acciones de vandalismo... huir del aburrimiento y llegar de ese modo al estado metamotivacional en el que el arousal sentido concuerde con el deseado, el cual, cuando consideramos el estado paratélico, es un arousal elevado».
En un caso notorio de vandalismo, fueron dañadas o destruidas 44 de las 177 esculturas expuestas en la Exposición de Escultura de Suiza de 1980.
Por otra parte, en un estudio clásico, realizado en 1960 por el psicólogo Philip Zimbardo, se colocaron coches idénticos, sin placas de matrícula y con los capós abiertos, en dos zonas residenciales, el Bronx de Nueva York, conocido por ser, por aquel entonces, uno de los distritos metropolitanos más pobres de los Estados Unidos, y Palo Alto, California, esta última, una de las ciudades más afluentes del país y la ciudad con mayor número de ciudadanos con altos niveles de estudios. El coche abandonado en el Bronx fue vandalizado a los diez minutos de ser dejado allí y destrozado por completo durante los días siguientes. Mientras tanto, nadie tocó el coche de Palo Alto durante una semana. Al cabo de este tiempo, el propio Zimbardo golpeó el segundo coche con una mazo, y poco después, otras personas se unieron al destrozo, llegando a destruirlo por completo en pocas horas. En ambos casos, los «vándalos» eran blancos y, aparentemente, por su aspecto, ciudadanos respetables.

## Historia

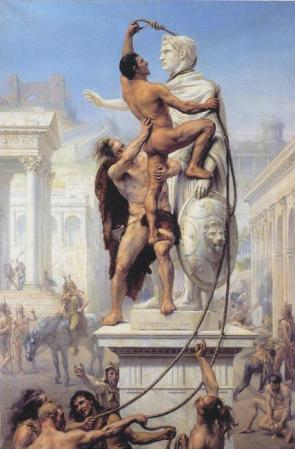
Los visigodos saqueando Roma (1890). La obra representa a los bárbaros desnudos, brutos y salvajes cometiendo actos de vandalismo contra las estructuras de Roma.

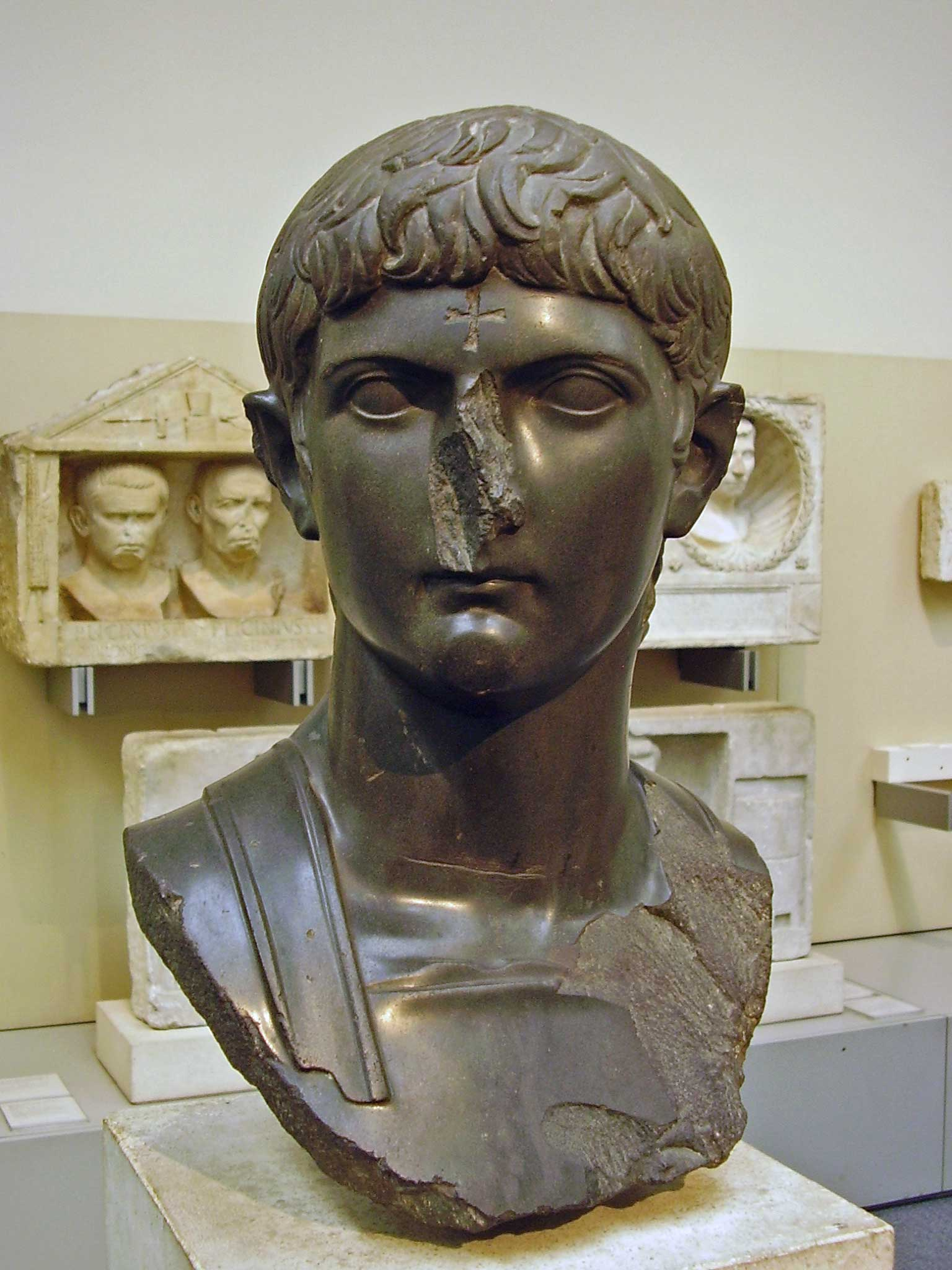
Busto del militar romano Germánico conservado en el Museo Británico; con una cruz tallada en la frente y la nariz arrancada.

Aunque el pillaje y los saqueos han estado asociados desde siempre con las acciones militares, ejemplificado con el saqueo de Roma (455) por los vándalos, quienes anteriormente, en 439, habían capturado a Cartago, se le atribuye el uso moderno del término —del francés, vandalisme— a un informe redactado por Henri Grégoire, obispo constitucional de Blois, en 1794 para proponer una política nacional de protección de obras de arte durante la Revolución francesa. Sin embargo, el participio pasado del verbo vandalizar en inglés aparece en la década de 1640.
Por otra parte, el historiador alemán August Ludwig von Schlözer y otros intelectuales contemporáneos de Grégoire, sobre todo alemanes, rechazaron la precisión de esa asociación, una asociación estrechamente unida al movimiento del romanticismo
Denuncias anteriores de actos vandálicos incluyen no solo a los vándalos sino también a otro pueblo germánico, los godos. Así, en 1517, Rafael, en una carta al papa León X, denuncia como «godos y vándalos» a los constructores de su época por saquear los restos arqueológicos en Roma para embellecer a sus casas.
En 1734, el filósofo de la naturaleza John Theophilus Desaguliers, estrecho colaborador de Isaac Newton, denunció a Descartes y otros críticos de Newton, como «un ejército de godos y vándalos del mundo filosófico».

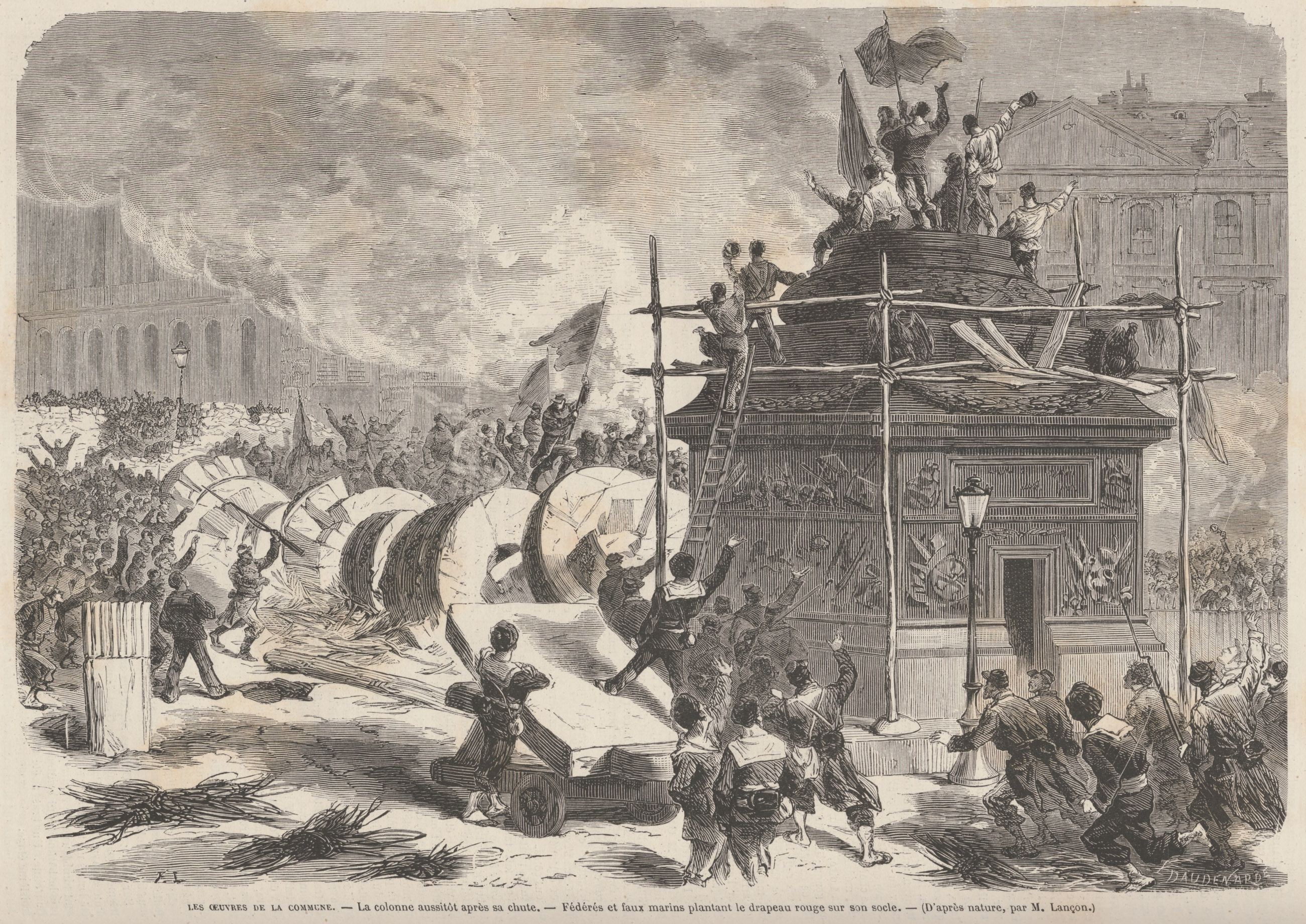
Derribo de la Columna Vendôme de París durante la Comuna de 1871.

En ocasiones, se ha pretendido justificar el vandalismo por motivos morales o estéticos. Durante la guerra franco-prusiana, Gustave Courbet, figura principal de la pintura del Realismo, propuso el derribo de la columna Vendôme —aunque algunas fuentes señalan que solo propuso su traslado a otra ubicación— por ser símbolo del militarismo de Napoleón III Bonaparte. Poco después, durante la Comuna de 1871, la columna fue derribada, y tras la supresión de la Comuna, Courbet fue acusado de instigar los hechos y condenado a seis meses de cárcel, además de pagar los gastos de su reparación.

Attendu que la colonne Vendôme est un monument dénué de toute valeur artistique, tendant à perpétuer par son expression les idées de guerre et de conquête qui étaient dans la dynastie impériale, mais que réprouve le sentiment d’une nation républicaine, [le citoyen Courbet] émet le vœu que le gouvernement de la Défense nationale veuille bien l’autoriser à déboulonner cette colonne. Bulletin officiel de la municipalité de Paris.
Dado que la columna Vendôme carece de todo valor artístico, y tiende a perpetuar la expresión de ideas de la guerra y conquista propias de la dinastía imperial pero que rechazan el sentimiento de una nación republicana, [el ciudadano Courbet] declara que el gobierno de Defensa Nacional debería permitirle desmantelar esta columna. Boletín oficial de la municipalidad de París.

## Motivos

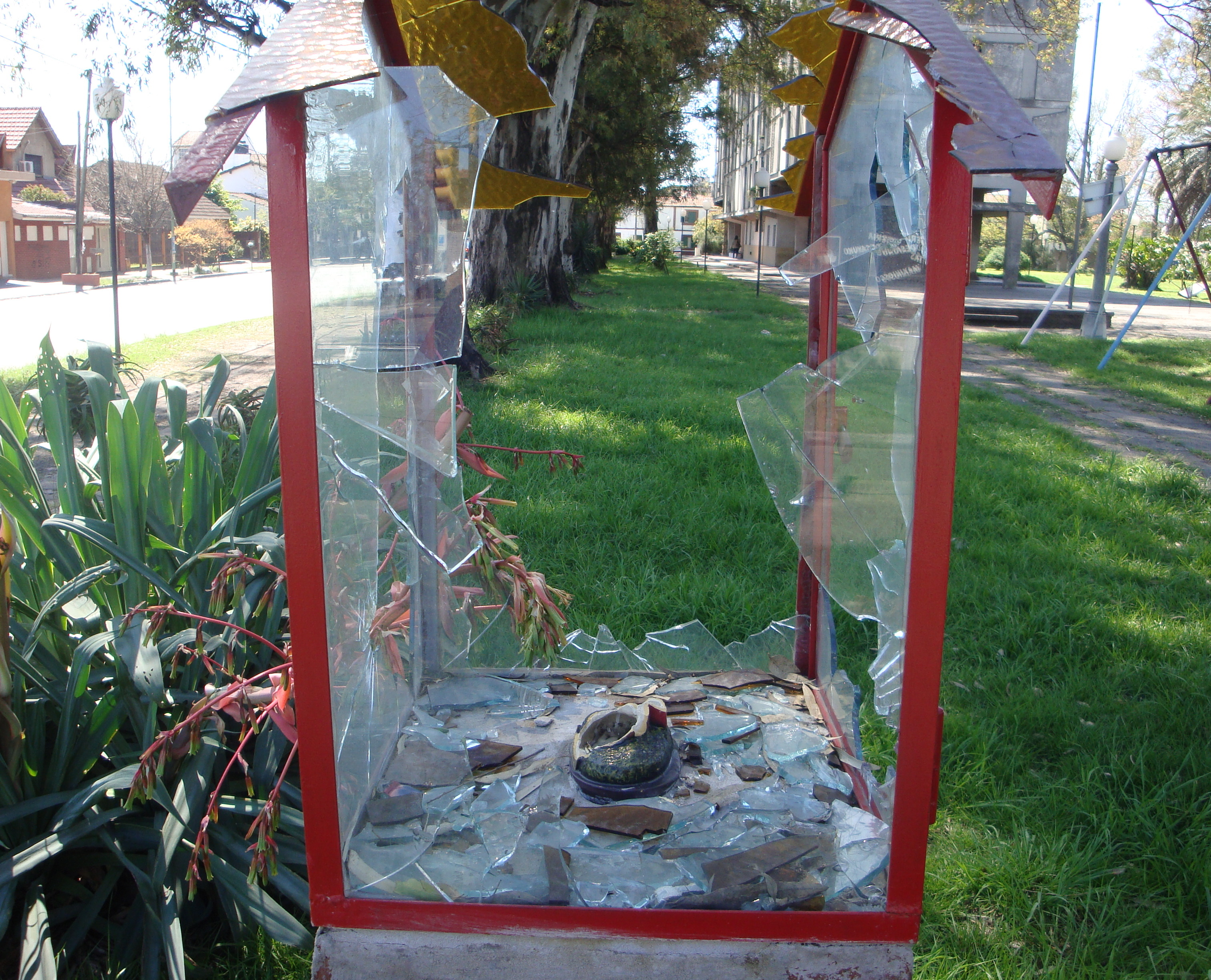
Imagen religiosa destruida y robada en Buenos Aires, Argentina.

Los motivos constatados incluyen la protesta social, la venganza o simplemente las ganas de jugar. Así mismo, en algunos casos está directamente relacionado con el consumo de alcohol, como en el paseo marítimo de Douglas, el capital de la isla de Man, una zona de clubes nocturnos, que padecía altos índices de actos vandálicos, sobre todo los viernes y sábados entre las 22:00 y las 02:00. En 2003, una iniciativa que pretendía atajar el problema desde distintos perspectivas, no solo con una mayor presencia policial, sino también mediante la ampliación del servicio nocturno de autobuses y una mayor disponibilidad de taxis en la zona, logró reducir casi a la mitad los actos vandálicos en la zona, además de una reducción de un tercio de otros tipos de delincuencia en dos años.

## Tipos de vandalismo

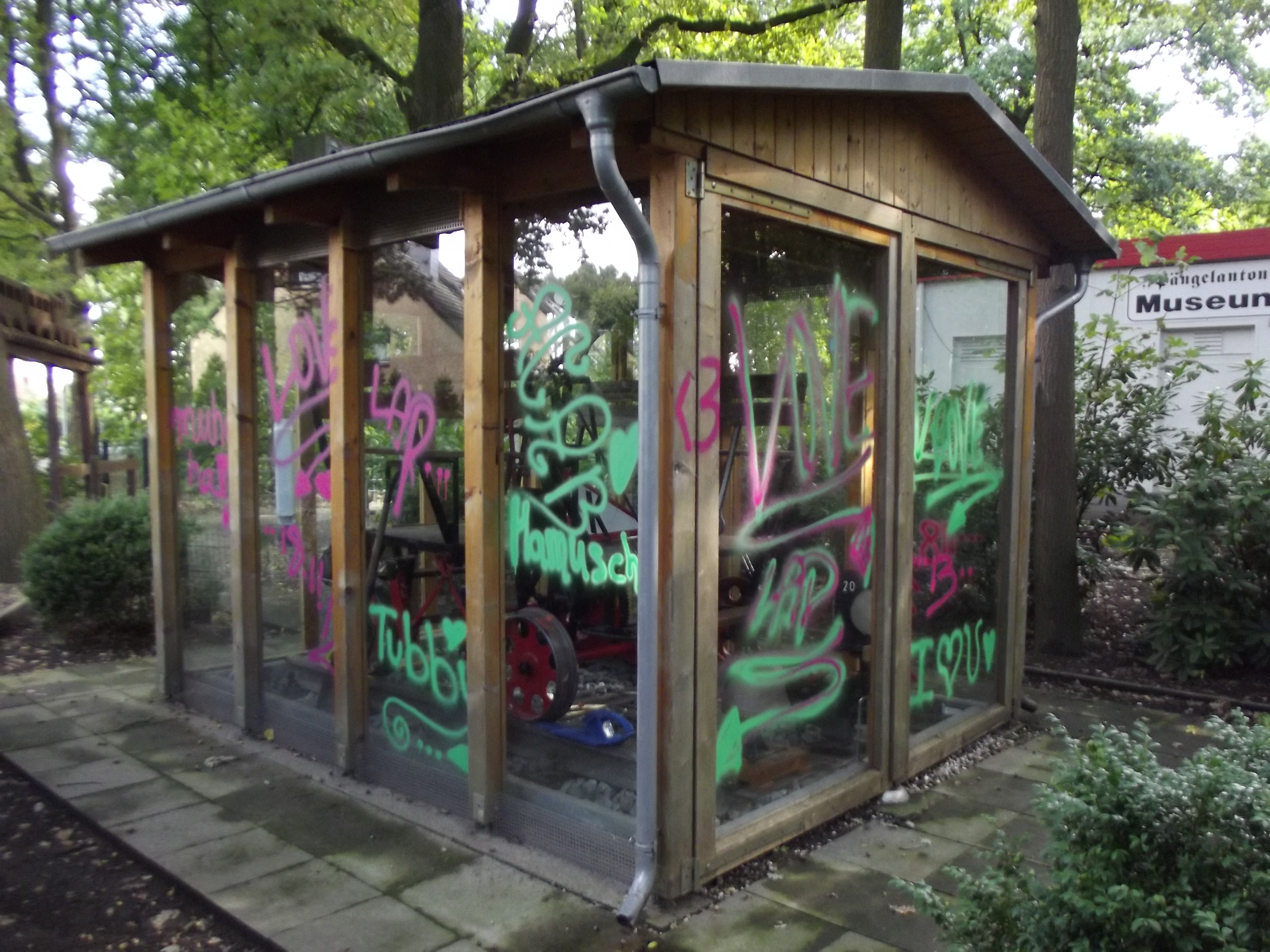
Cabaña vandalizada en un museo de Múnich, Alemania.

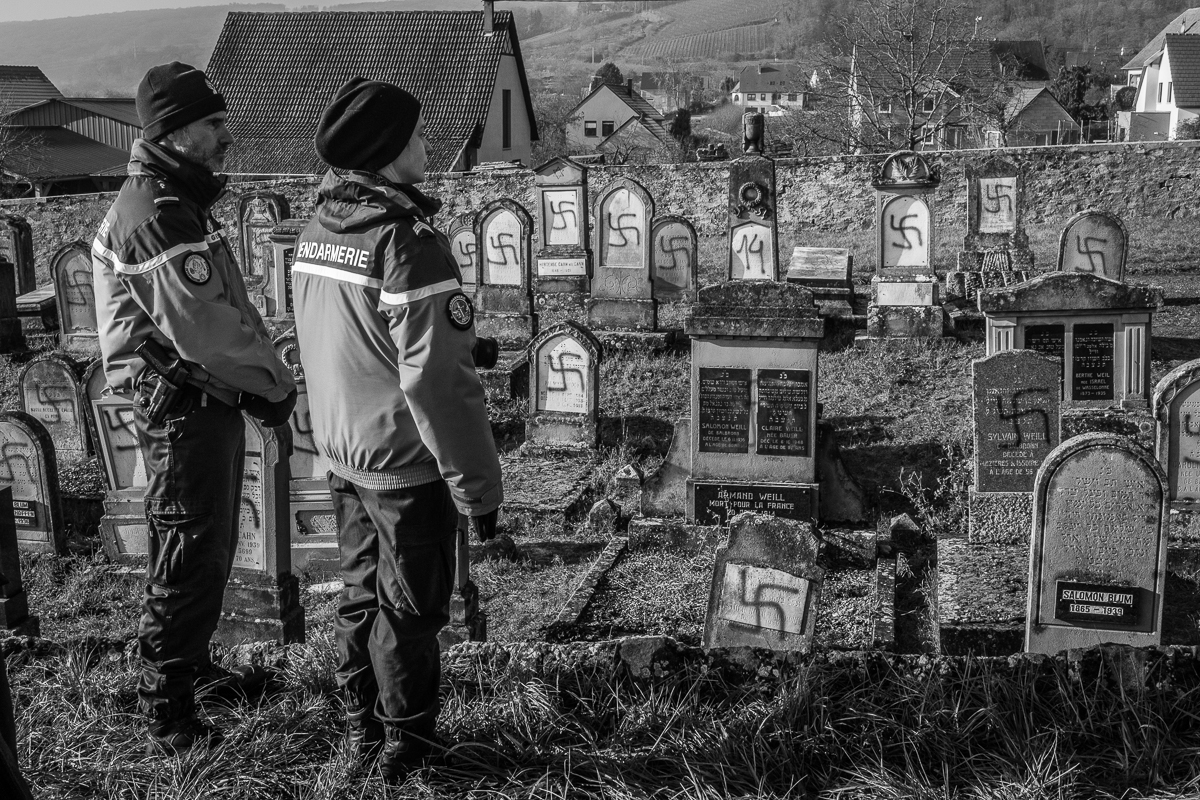
Tumbas vandalizadas en el cementerio judío de Westhoffen, Francia (diciembre de 2019).

Los actos vandálicos incluyen romper ventanas, tanto de viviendas como los escaparates de tiendas, alumbrado público, destrozar árboles, dañar vehículos abandonados o simplemente aparcados, realizar pintadas con distintos tipos de pinturas y tintas, o simplemente arrojar disolventes o ácidos sobre distintos superficies.

### Como un crimen
Los ciudadanos privados cometen actos de vandalismo cuando intencionalmente dañan o desfiguran la propiedad de otros o de los bienes comunes. Algunos actos de vandalismo pueden calificarse como atascos o risitas culturales: algunos piensan que es de naturaleza artística, aunque se lleve a cabo ilegalmente o sin el permiso del propietario. Los ejemplos incluyen al menos algo de arte de grafiti, carteles de "liberación" y posiblemente círculos de cultivos. El vandalismo criminal toma muchas formas. El grafiti en la propiedad pública es común en muchas ciudades del interior como parte de una cultura de pandillas, donde podrían usarse como marcadores territoriales.
Las formas más graves de vandalismo que pueden tener lugar durante los disturbios públicos, como los disturbios, pueden implicar la destrucción intencional de la propiedad pública y privada. El vandalismo en sí mismo a veces se considera uno de los delitos comunes menos graves, pero puede se vuelvan bastante serios y angustiantes cuando se cometen de manera extensa, violenta o como una expresión de odio e intimidación. En respuesta, los gobiernos locales han adoptado varias medidas legales para prevenir el vandalismo, pero la investigación ha demostrado que las estrategias convencionales empleadas por el gobierno en respuesta a al menos grafiti no aprobado no son las más efectivas. 
Ejemplos

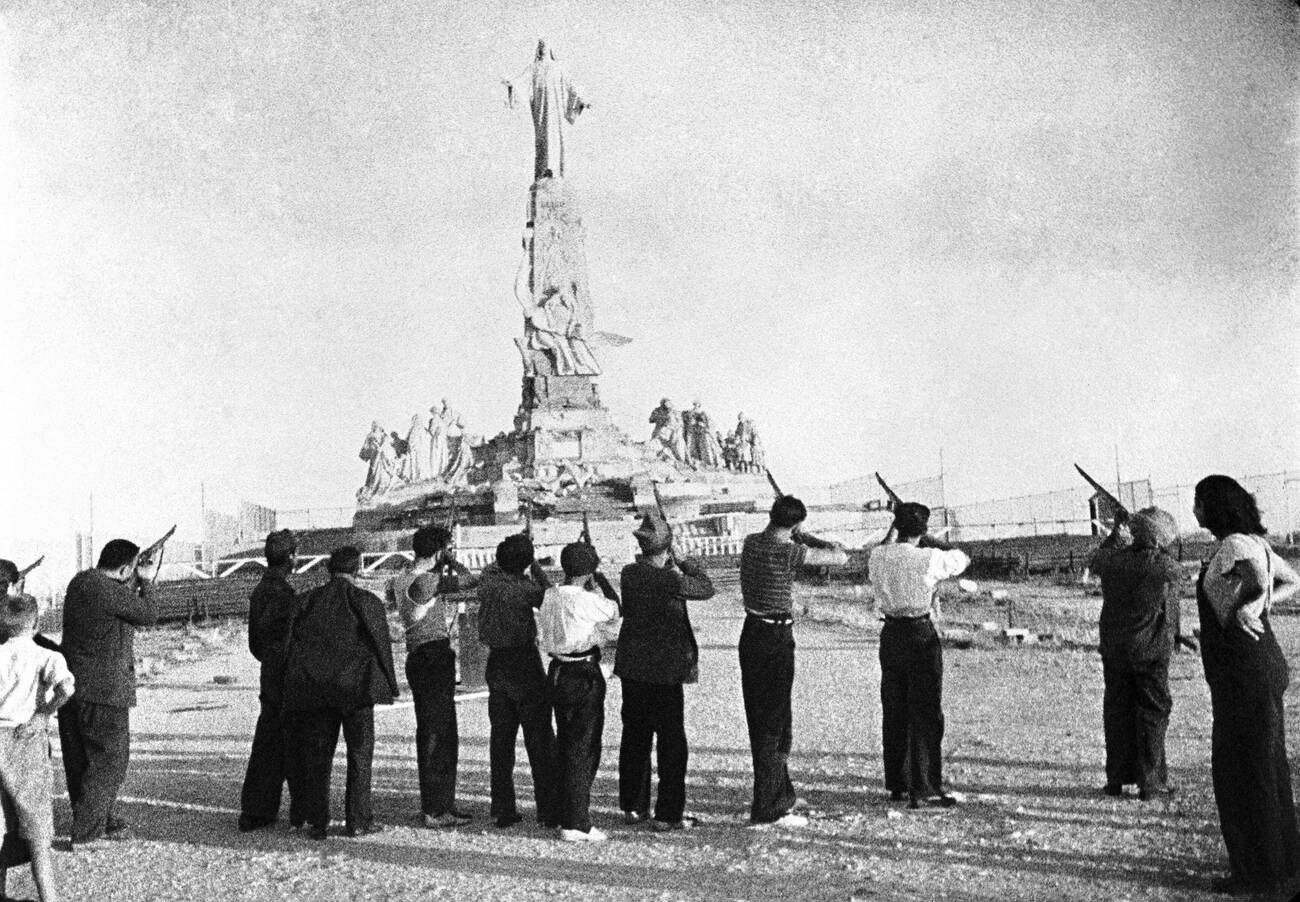
Milicianos anarquistas fusilan el Monumento al Sagrado Corazón de Jesús del Cerro de los Ángeles a comienzos de la Guerra civil española. El posicionamiento de la Iglesia a favor del bando sublevado provocó una oleada de actos vandálicos contra edificios religiosos de la zona republicana.

Los ejemplos de vandalismo incluyen el salado de céspedes, cortar árboles sin permiso, tirar huevos, romper ventanas, incendios provocados, rociar pintura en las propiedades de otros, etiquetar, colocar pegamento en las cerraduras, cortar neumáticos, pinchar (rascar) pintura, tirar zapatos en líneas eléctricas o similares estructuras, saqueando una propiedad, inundando una casa obstruyendo un fregadero y dejando el agua corriendo y arrancando plantas desde las raíces sin ningún permiso.

#### Motivos

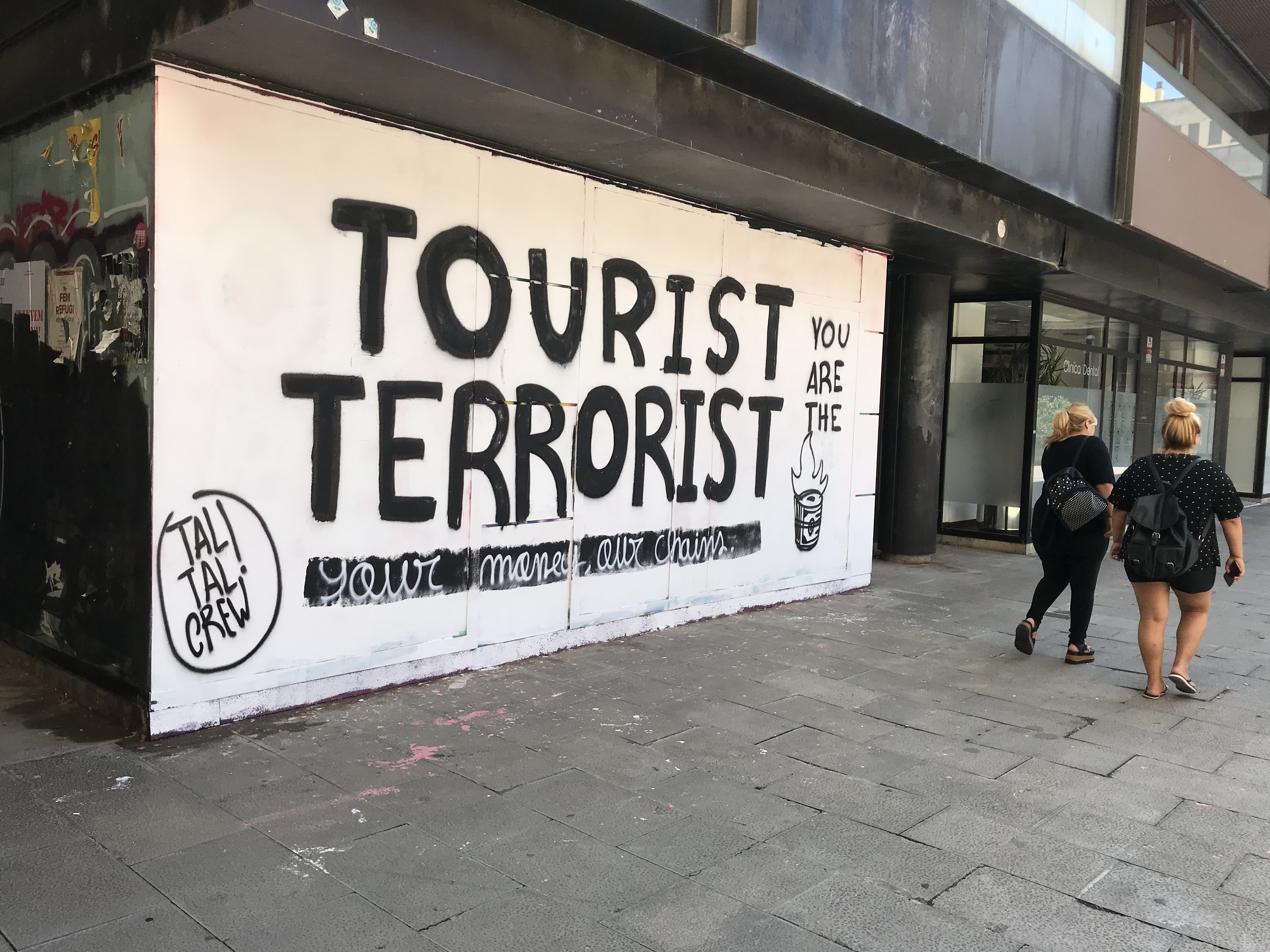
Pintada contra el turismo (turismofobia) en Gerona, España.

Las acciones de este tipo pueden atribuirse a la ira o la envidia, o al comportamiento espontáneo y oportunista, posiblemente por la aceptación de los pares o la bravuconería en las culturas de pandillas, o el descontento con la persona o sociedad objetivo (víctima). El vandalismo oportunista de esta naturaleza también se puede filmar, cuya mentalidad puede ser similar a una bofetada feliz. La prevalencia a gran escala del grafiti de pandillas en algunas ciudades del interior casi lo ha hecho aceptable para las sociedades con sede allí, tanto que puede pasar desapercibido o no eliminarse, posiblemente porque puede ser un esfuerzo infructuoso, para ser graffitied en Una vez más. La avaricia puede motivar el vandalismo al igual que algunas ideologías políticas, desean llamar la atención sobre los problemas, la frustración e incluso la diversión. Los jóvenes, los vándalos más comunes, con frecuencia experimentan bajo estatus y aburrimiento. El vandalismo permite a personas impotentes atacar a los que están por encima de ellos, tomar el control y asustar a los demás. El vandalismo sin castigo puede proporcionar alivio que refuerza el comportamiento. El vandalismo de una persona puede conducir a la imitación. Muchos adolescentes varones y los hombres de más de 20 años tienen más probabilidades de sufrir actos de vandalismo, pero los adultos mayores y las mujeres también se sabe que a veces vandalizan, con niños pequeños ocasionalmente vandalizando, pero en una forma mucho más pequeña, como hacer pequeños dibujos de crayón en las paredes.
La investigación criminológica sobre el vandalismo ha encontrado que sirve para muchos propósitos para aquellos que participan en él y proviene de una variedad de motivos. El sociólogo Stanley Cohen describe siete tipos diferentes de vandalismo: 
1. Vandalismo adquisitivo (saqueo y hurto menor).
2. Presión de grupo: los adolescentes pasan más tiempo fuera de casa con sus compañeros, ya sea que actúen de manera constructiva o destructiva, puede depender de los contactos que hagan. Desobedecer la autoridad les puede parecer genial.
3. Vandalismo táctico (para avanzar en un fin que no sea la adquisición de dinero o propiedad, como romper una ventana para ser arrestado y conseguir una cama para pasar la noche en una celda de la policía).
4. Vandalismo ideológico (llevado a cabo para promover una causa ideológica explícita o entregar un mensaje).
5. Vandalismo vengativo (por venganza).
6. Jugar al vandalismo (daño resultante de los juegos infantiles).
7. Vandalismo malicioso (daño causado por una efusión violenta de frustración difusa y rabia que a menudo ocurre en entornos públicos). La tipología original de Cohen fue mejorada por Mike Sutton, cuya investigación lo llevó a agregar un séptimo subtipo de vandalismo: Vandalismo motivado por el estado de pares.

#### Reacción de las autoridades
En vista de su incivilidad, el castigo por vandalismo puede ser particularmente severo en algunos países. En Singapur, por ejemplo, una persona que intenta causar o comete un acto de vandalismo puede ser encarcelada por hasta 3 años y también puede ser castigada con azotes. El vandalismo en el Reino Unido se interpreta como un delito ambiental y puede ser castigado con una ASBO (Orden de Comportamiento Antisocial).
En la década de 1990, el exalcalde de la ciudad de Nueva York, Rudolph Giuliani, tomó medidas enérgicas contra los "crímenes de calidad de vida", incluidos los grafiti. El comisionado de parques de Nueva York, Henry J. Stern, describió el grafiti como "una metáfora de la decadencia urbana que tal vez se muestra mejor en 'A Clockwork Orange'" y agregó que "la ciudad de Nueva York no será así".

### Vandalismo político

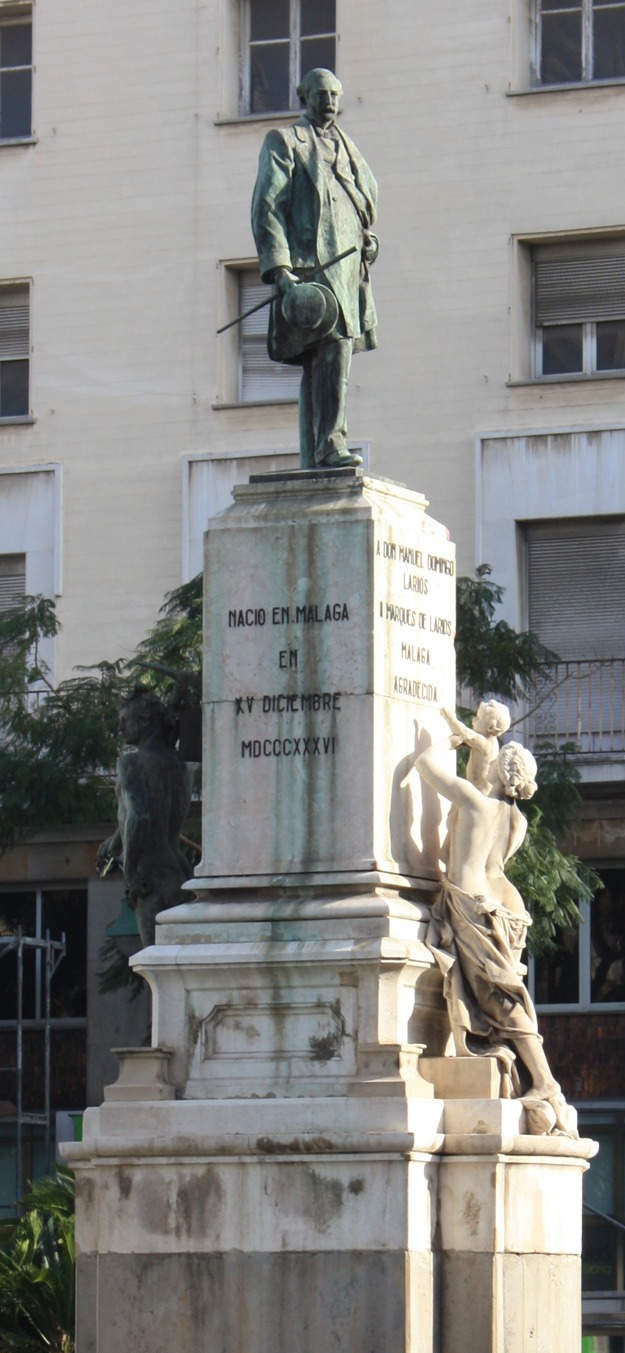
Monumento al marqués de Larios de Málaga. Durante la Segunda República Española, la estatua fue arrancada y sustituida por la de un trabajador. La estatua original fue restituida tras la Guerra civil española.

En las elecciones, los partidarios de los candidatos opositores pueden participar en "vandalismo político": el acto de desfigurar los carteles políticos, las calcomanías, las vallas publicitarias y otros materiales de mercadotecnia de los opositores. Aunque la naturaleza de este material es temporal, su efecto puede ser duradero, ya que puede reflejarse tanto negativa como positivamente en el candidato cuyo material está siendo destrozado, así como en el supuesto candidato cuyos partidarios están involucrados en el vandalismo.

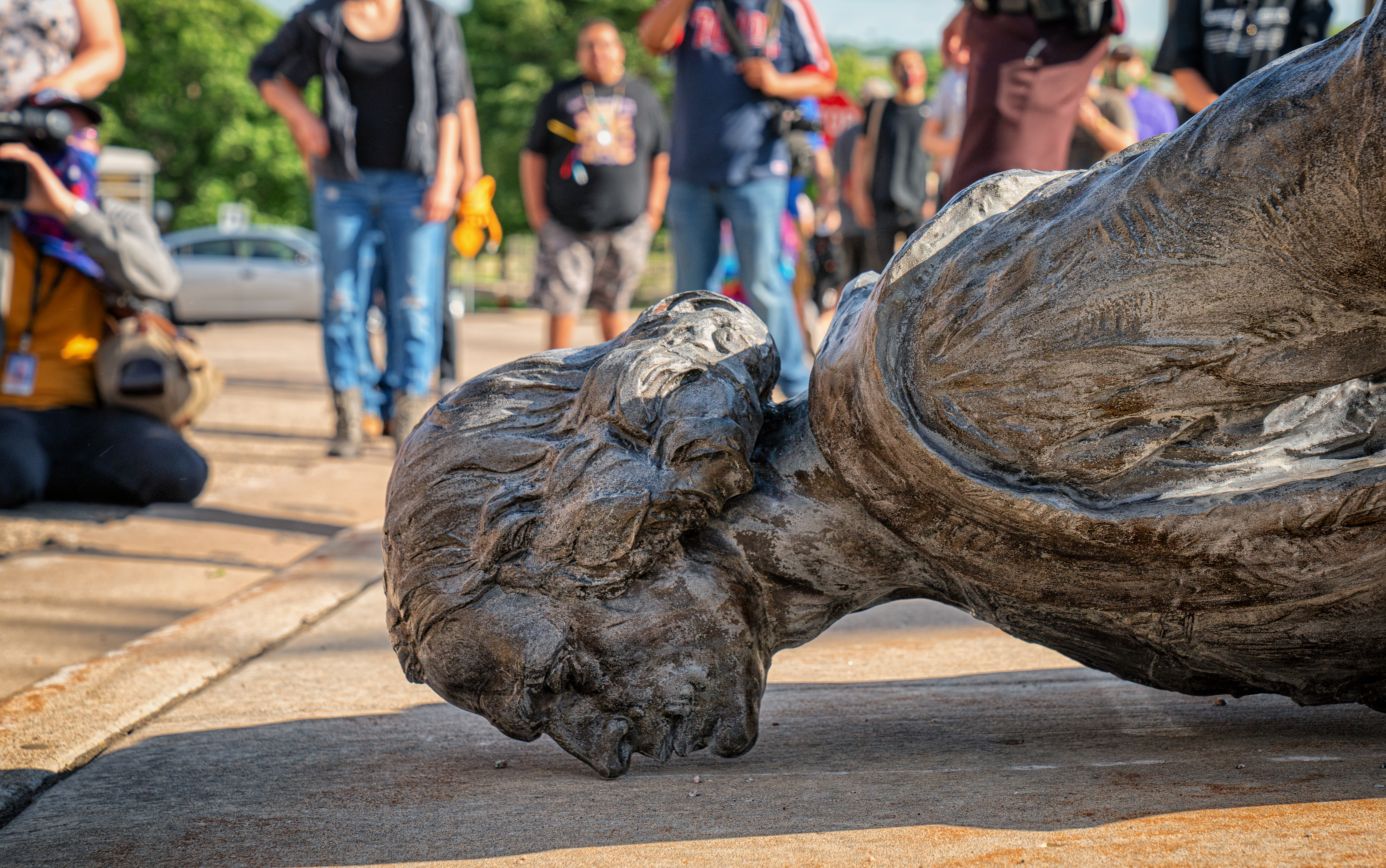
Estatua de Cristóbal Colón derribada durante las protestas por la muerte de George Floyd frente al Capitolio de Minesota, Estados Unidos (2020).

Además, los activistas pueden usar la táctica de destrucción de propiedad como medio de protesta, por ejemplo rompiendo las ventanas de bancos, tiendas e instituciones gubernamentales y prendiendo fuego a los automóviles. Esto a menudo ocurre durante los disturbios, pero también puede ocurrir como un evento independiente, p. por activistas de los derechos de los animales que destruyen propiedades de granjeros, cazadores, compañías de biotecnología e instalaciones de investigación y liberan animales libres (lo que a veces se conoce como ecoterrorismo por oponentes). El vandalismo también es una táctica común de los bloques negros.

### Cibervandalismo
El cibervandalismo es vandalismo en internet. Por ejemplo, el vandalismo en Wikipedia implica agregar contenido cuestionable, eliminar contenido o cambiar contenido para hacerlo cuestionable, generalmente con el objetivo de dañar la reputación de Wikipedia. Se han registrado formas de vandalismo en línea, la más común de las cuales es la desfiguración del sitio web. El vandalismo en los mapas web se ha denominado "vandalismo cartográfico".
Otra forma de cibervandalismo es la creación de malware como virus, troyanos y spyware, que pueden dañar las computadoras. Una forma particularmente virulenta de cibervandalismo es el ransomware, que se utiliza para extorsionar a los propietarios de computadoras, e incluso puede llegar a llevar una carga destructiva de malware que daña el sistema si el pago no se realiza dentro de un cierto límite de tiempo.

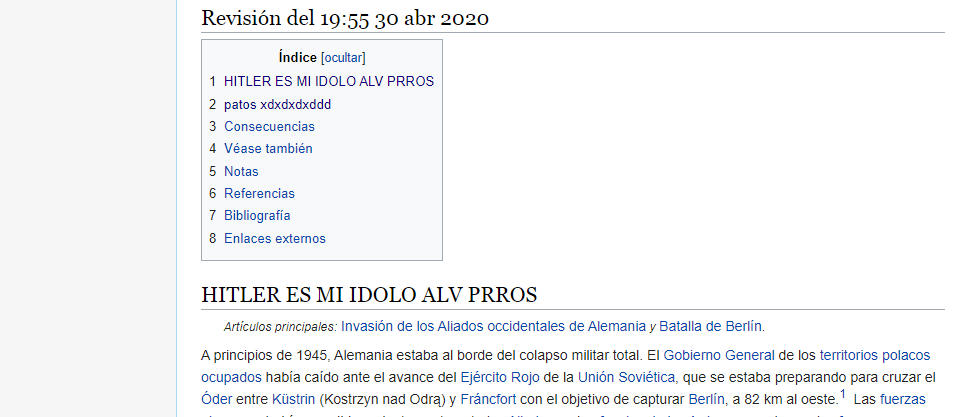
Un ejemplo de vandalismo en el artículo "Muerte de Adolf Hitler".

## Vandalismo asociado con el deporte
Como colectivo, se asocian en muchos casos, a los hinchas de fútbol no solo con la violencia entre hinchas rivales sino también con actos de vandalismo en las instalaciones deportivas, en las inmediaciones de los estadios y en la vía pública en general. Así, en un informe de 1996, el Parlamento Europeo señaló que «... existe un problema generalizado de vandalismo y violencia en los partidos de fútbol y su entorno, en particular en los encuentros internacionales,...».

## Lugares
Los lugares susceptibes a ser vandalizados incluyen los siguientes:
- Transporte público, tanto en sus instalaciones como en los propios medios de transporte: Un informe presentado en 1987 ante la Organización para la Cooperación y el Desarrollo Económicos (OCDE) señaló que en Francia, como media, se destrozaban 50 mil asientos de autobús al año, el equivalente de tres o cuatro asientos al año para cada autobús.[19]
- Señales de tráfico.
- Parques y áreas recreativas.
- Mobiliario urbano, como papeleras, contenedores de basura,[16] marquesinas, señalización y bancos.
- Distintos edificios, tanto viviendas como colegios y lugares religiosos (profanación).
- Estaciones y aparcamientos, edificios en construcción o abandonados.
- Vallas publicitarias, etc.
- Patrimonio histórico y sitios arqueológicos.

## Medidas preventivas
Distintas disciplinas enfocan el problema desde sus distintas perspectivas. Se habla de la participación ciudadana o responsabilidad ciudadana y los educadores proponen campañas de concienciación para los escolares para implicarles en la convivencia ciudadana. Desde la criminología, se proponen medias basadas en la teoría de las ventanas rotas, que sostiene que mantener los entornos urbanos en buenas condiciones puede provocar una gran disminución del vandalismo y la reducción de las tasas de criminalidad.

## Publicidad
En el año 1995, tras una queja del entonces alcalde de Nueva York, Rudolph Giuliani, una conocida marca estadounidense de pantalón vaquero tuvo que retirar su campaña de publicidad en las paradas de autobuses de la ciudad. La campaña consistía en colocar auténticos pantalones detrás del cristal de la marquesina y, en el supuesto de que alguien las quitara, quedaría expuesto, además del cristal roto, el eslogan «Por lo visto, eran pantalones muy bonitos». Poco después de la queja del alcalde, el concejal de Transporte de Nueva York anunció que se había acordada la retirada de la campaña.